# Chemistry (迷你專輯)
《CHEMISTRY》是韓國的混聲組合Trouble Maker 於2013年發行的迷你專輯。該專輯是Trouble Maker繼2011年第一隻專輯《Trouble Maker》發行後，時隔兩年才發行的第2張迷你專輯。

## 概要
- 由於自上一次專輯的宣傳期完結後, 賢勝及泫雅二人皆回歸各自的所屬團體工作，兩年的空白期令外界一度懷疑 Trouble Maker 只是限定組合, 認為二人不會再合體進行活動。
- 2013年10月2日泫雅公開了與Beast賢勝的合照，引來大家關注他們組成的Trouble Maker是否要回歸。
- 10月4日Cube Entertainment透露Trouble Maker即將回歸，一位公司代表表示「我們已經規劃好他們將在10月24日的Mnet M!Countdown節目上回歸，自從先前組成團體到現在已有一些時日了，他們兩人都相當緊張並做了充分的準備。」
- 10月23日Trouble Maker通過官方YouTube、臉書(facebook)公開了預告片。預告片裡的背景音樂為人氣歌曲《Trouble Maker》裡的口哨聲。此外，製作人還在影像裡添加了一組照片。照片中，泫雅、張賢勝兩人緊貼在一起。泫雅身著性感貼身內衣，露出白皙的皮膚。而留有泛藍光髮型的賢勝目光如炬地注視著前方。而除了原版專輯外，還會追加推出19禁版的專輯，呈現更多Trouble Maker之前未展現過的更性感、更破格的形象。
- 10月25日,CUBE Entertainment於官方 Twitter 發表一張寫著 Trouble Maker，星期六日的日期與時間的圖表，引起了粉絲的關注及討論。圖上面的日期及時間是 Trouble Maker 將在明後兩天於圖表敘述的時間，陸續公開專輯預告、封面照、舞蹈片段等的回歸訊息。而迷你二輯《Chemistry》除了泫雅、賢勝的合作曲之外，也會一併收錄個人 SOLO 曲。
- 10月28日，公開單曲「沒有明天」MV[1]，MV中的性感程度比《Trouble Maker》更高，但亦能從曲中聽出Trouble Maker的風格特色。《沒有明天》的MV充滿異國情調，描述了「沒有明天」的年輕人們充滿熱情的一面，同時以感性手法展現年輕人岌岌可危的面貌。MV中，泫雅和賢勝上演激情床戲、吻戲等，大展性感魅力。泫雅、賢勝兩人在《沒有明天》編舞中表現出了極為默契的配合，默契程度超過了歌曲《Trouble Maker》。特別是URBAN DANCE CAMP旗下的KEONE MADRID、MARIEL MADRID兩名編舞家也參與了《沒有明天》的編舞創作。此首歌曲在韓國各大音樂榜上均拿下第一名，並達成「All-Kill」[2]，
- 11月12日，《Chemistry》特別版專輯公開發售。

## 曲目
| 曲序 | 曲目                                           |                                      | 作曲                                 | 编曲                                 | 时长 |
| ---- | ---------------------------------------------- | ------------------------------------ | ------------------------------------ | ------------------------------------ | ---- |
| 1.   | 提高音量（볼륨을 높이고）                      | goodnite, sleepwell                  | goodnite, sleepwell                  | goodnite, sleepwell                  | 3:07 |
| 2.   | Now（내일은 없어）                             | 新沙洞老虎, Rado, EXID's LE          | 新沙洞老虎, Rado                     | 新沙洞老虎, Rado                     | 3:40 |
| 3.   | 想玩的 Girl（놀고싶은 Girl）（賢勝 feat.泫雅） | 泫雅                                 | Jeon Seung-woo                       | Jeon Seung-woo                       | 3:47 |
| 4.   | Attention（아무렇치 않니）                     | Peter, YoungSky, Jinoo(TeamOneSound) | Peter, YoungSky, Jinoo(TeamOneSound) | Peter, YoungSky, Jinoo(TeamOneSound) | 3:27 |
| 5.   | I Like（泫雅）（Feat. Flowsik of Aziatix）     | Jae Chong, Gyeol, Flowsik            | Jae Chong                            | Jae Chong                            | 3:32 |